# Broomdifluormethaan
Broomdifluormethaan (ook wel Halon 1201 genoemd) is een halomethaan van fluor en broom, met als brutoformule CH2ClF. De stof komt voor als een gas, dat onoplosbaar is in water. De kritische temperatuur bedraagt 138,83 °C en de kritische druk 5,2 MPa.

## Synthese
Broomdifluormethaan kan bereid worden uit reactie van waterstofgas en dibroomdifluormethaan, bij een temperatuur van 400 - 600 °C.

## Toepassingen
Broomdifluormethaan werd gebruikt als koelmiddel en in brandblusapparaten. Het heeft echter een ozonafbrekend vermogen van 0,74 en is daarom in 2000 verbannen middels het Montréalprotocol.